# Јаник Вестергор
Јаник Вестергор (Видовре, 3. август 1992) професионални је дански фудбалер који игра на позицији централног бека за енглески клуб Лестер Сити и за репрезентацију Данске.

## Трофеји

### Лестер Сити
- Чемпионшип (1) : 2023/24.